# Canotaje en los Juegos Suramericanos de 2014: K2 500m
La prueba de K2 500m femenina en Santiago 2014 se llevó a cabo el 13 de marzo de 2014 en la Laguna de Curauma, Región de Valparaíso. Participaron en la prueba 6 parejas.

## Resultados
| Rank              | Calle | Nacionalidad | Equipo                                | Tiempo Total | Diferencia |
| ----------------- | ----- | ------------ | ------------------------------------- | ------------ | ---------- |
| Medalla de oro    | 5     | Argentina    | Sabrina Ameghino Alexandra Keresztesi | 1:46.953     |            |
| Medalla de plata  | 3     | Brasil       | Bruna Chicato Ana Paula Vergutz       | 1:53.039     | +6.086     |
| Medalla de bronce | 7     | Colombia     | Diexi Molina Yerly Muñoz              | 1:53.815     | +6.862     |
| 4                 | 8     | Chile        | Goviana Reyes Fabiola Zamorano        | 1:54.375     | +7.422     |
| 5                 | 6     | Venezuela    | Dionelis Aguirre Yocelin Canache      | 2:04.635     | +17.682    |
| 6                 | 4     | Perú         | Katherine Ccuno Diana Gomringer       | 2:20.648     | +33.695    |